# Newport (Washington)
Newport é uma cidade localizada no estado norte-americano de Washington, no Condado de Pend Oreille.

## Demografia
Segundo o censo norte-americano de 2000, a sua população era de 1921 habitantes.
Em 2006, foi estimada uma população de 2184, um aumento de 263 (13.7%).

## Geografia
De acordo com o United States Census Bureau tem uma área de
2,7 km², dos quais 2,7 km² cobertos por terra e 0,0 km² cobertos por água. Newport localiza-se a aproximadamente 642 m acima do nível do mar.

## Localidades na vizinhança
O diagrama seguinte representa as localidades num raio de 36 km ao redor de Newport.